# ペンナ・サンタンドレーア
ペンナ・サンタンドレーア（イタリア語: Penna Sant'Andrea）は、イタリア共和国アブルッツォ州テーラモ県にある、人口約1,800人の基礎自治体（コムーネ）。

## 地理

### 位置・広がり

#### 隣接コムーネ
隣接するコムーネは以下の通り。
- バシャーノ
- カステル・カスターニャ
- チェルミニャーノ
- テーラモ

## 行政

### 分離集落
ペンナ・サンタンドレーアには、以下の分離集落（フラツィオーネ）がある。
- Capsano, Pilone, Val Vomano